# Presidente da Liga dos Comunistas da Iugoslávia
O cargo de líder da Liga dos Comunistas da Iugoslávia (LCY) foi estabelecido pela primeira vez em 23 de abril de 1919 sob o nome de "Secretário Político do Comitê Central". No entanto, na realidade, o poder neste período foi partilhado numa liderança coletiva com o “Secretário Organizacional do Comitê Central”. Quando o cargo de secretário político mudou de nome em novembro de 1936 para "Secretário Geral do Comitê Central", o cargo tornou-se mais poderoso. Manteve esse nome até à sua extinção em 4 de outubro de 1966, altura em que foi substituído pelo “Presidente do Comitê Central”. Este cargo durou até 4 de maio de 1980, data em que Tito faleceu e foi substituído pelo “Presidente da Presidência do Comitê Central”. Com vários ramos já tendo deixado o LCY, os restantes membros do Comité Central do XIII Congresso estabeleceram o cargo de "Coordenador da Presidência do Comitê Central" em 23 de maio de 1990. Três dias depois, a 26 de maio, o XIV Congresso voltou a reunir-se e elegeu uma direção provisória, cabendo ao líder o cargo de “Presidente da Comissão de Preparação do Congresso de Renovação Democrática e Programática do Comitê Central”. O titular do cargo foi durante a maior parte de sua existência o líder de facto da República Socialista Federativa da Iugoslávia.

## História institucional
O congresso de fundação da LCY, realizado de 20 a 23 de abril de 1919, estabeleceu os cargos de secretário político e organizacional.  O cargo de secretário político evoluiu gradualmente para secretário-geral até ser formalizado no final de 1936.  O secretário-geral presidiu os trabalhos do Politburo, órgão político do partido, e liderou os trabalhos do secretariado, órgão executivo do partido. Os membros mais poderosos do Politburo serviram simultaneamente como membros do secretariado.  Os quatro secretários que compunham o secretariado (Tito, Aleksandar Ranković, Edvard Kardelj e Milovan Đilas) tiveram considerável influência informal no Politburo. Frequentemente, eles decidiam as políticas antes das reuniões e faziam com que o Politburo as aprovasse.  Tito, como secretário-geral, teve influência considerável na escolha da composição do comitê central e do seu Politburo.  Durante a década de 1940, Tito, o secretário-geral em exercício, começou a revogar as responsabilidades do Politburo e a centralizar o poder nas suas próprias mãos. De acordo com Ranković, membro do Politburo e do secretariado, as trocas entre o partido jugoslavo e os seus homólogos na Áustria, Bulgária, Grécia, Hungria, Itália, Eslovénia, Suíça e União Soviética foram ocultadas do Politburo. Ao pedir a Tito, numa sessão do Politburo, que divulgasse esta informação aos participantes reunidos, Tito respondeu: "Eu sou o [secretário-geral] do partido. Tenho o direito de decidir o que dizer a você e aos outros."  Estas relações de poder permaneceram intactas até a dissolução do secretariado em 1966. 
A 5ª Sessão do Comitê Central do 8º Congresso, realizada em 4 de outubro de 1966, aboliu o secretário-geral e a comissão executiva e substituiu-os pelo cargo de presidente do Comité Central da LCY e da Presidência da LCY.  O 9º Congresso da LCY, realizado de 11 a 15 de março de 1969, adotou um estatuto que formaliza o papel do presidente da LCY. Compete ao presidente da LCY dirigir os trabalhos da presidência, bem como convocar e presidir as suas reuniões. Durante as sessões da presidência, da conferência e do congresso, o presidente da LCY tinha o direito de levantar questões. Até a eleição da presidência de trabalho, o presidente da LCY era responsável pela inauguração e presidência do congresso e conferência. Era responsabilidade do titular manter a comunicação com os ramos republicanos da LCY, representar a LCY no estrangeiro e apresentar e defender as políticas e práticas da LCY.  O estatuto aprovado no 9º Congresso da LCY estabelecia que o presidente era eleito pelo congresso e era responsável perante ele, a conferência e a presidência.  No 10º Congresso da LCY, realizado de 27 a 30 de maio de 1974, Tito foi eleito para servir por um mandato ilimitado como presidente da LCY pela 1ª Sessão do 10º Comitê Central. Esta decisão foi posteriormente reconfirmada pelo 11º Congresso da LCY, realizado de 20 a 23 de junho de 1978, e a decisão foi incorporada ao estatuto do partido.  Apesar de cumprir um mandato ilimitado, Tito, como presidente da LCY, permaneceu responsável perante o Comité Central da LCY. 
Na 2ª Conferência, de 25 a 27 de janeiro de 1972, foi estabelecido o cargo de "Secretário da Presidência da Liga dos Comunistas da Iugoslávia", tendo o esloveno Stane Dolanc como seu primeiro titular, e dois anos antes da morte de Tito, em 19 Em outubro de 1978, a presidência instituiu o cargo de “Presidente da Presidência do Comité Central”.  O presidente da LCY funcionou como o primus inter pares destes três cargos, mas após a morte de Tito o Comité Central da LCY optou por abolir o cargo e renomear a presidência para presidente da presidência.  Não havia limites de mandato para o cargo de presidente da LCY, mas o presidente da presidência estava limitado a um mandato de um ano, enquanto o secretário tinha um limite de mandato de dois anos.  A Presidência da LCY elegeu o presidente da presidência entre os seus membros. O presidente eleito da presidência deveria ser de uma república ou província autônoma diferente da do secretário da presidência.  O presidente da presidência deveria presidir as sessões da presidência e, em conjunto com o secretário da presidência, o membro relevante da presidência responsável pela área política específica em questão e os secretários executivos poderiam definir a agenda das sessões da presidência.  De acordo com as regras do partido, o titular do cargo deveria manter contato com os membros individuais da presidência e com a presidência como um todo ao lado do secretário da presidência. Só depois de consultar os membros individuais e o secretário é que o titular poderá implementar o programa de trabalho e as decisões adoptadas pelo Comité Central da LCY e pela presidência.  O titular do cargo era membro ex officio da presidência do estado até que o partido apoiou emendas constitucionais que retiraram esse direito.  Por direito de posse, o presidente da presidência também foi membro da delegação do Comitê Central da LCY à Conferência da Aliança Socialista dos Trabalhadores. 
Na 26ª Sessão do Comitê Central do 13º Congresso, realizada em 11 de setembro de 1989, o croata bósnio Ivan Brigić, que liderou os trabalhos de formulação de emendas ao estatuto do partido no próximo 14º Congresso, propôs abolir a presidência e substituí-la por um novo órgão executivo e o cargo de presidente da presidência e reintrodução do cargo de presidente do Comité Central da CJT, que poderá servir por um mandato de dois anos.  O 14º Congresso, quando se reuniu pela primeira vez em 20-22 de Janeiro, não conseguiu eleger um Comité Central da LCY, nem adoptar um novo programa e estatuto do partido. O presidente em exercício da presidência, Milan Pančevski, que inicialmente iria renunciar ao congresso, continuou no cargo até o seu mandato expirar, em 17 de maio, mas nenhum sucessor foi eleito para substituí-lo. Quando a 32ª Sessão do Comité Central do 13º Congresso se reuniu em 23 de maio, elegeu o membro da presidência montenegrina, Miomir Grbović, como coordenador, em vez de presidente interino da presidência.  Três dias depois, em 26 de maio, o 14º Congresso elegeu uma liderança provisória para convocar o 15º Congresso LCY. Falhou na sua tarefa e, em 22 de Janeiro de 1991, – o último órgão federal da LCY – se dissolveu. 
| Título | Estabelecimento       | Abolição              | Estabelecido por                 | Ref.   |
| --- | --------------------- | --------------------- | -------------------------------- | ------ |
| Secretário do Conselho Central do Partido Comunista da Iugoslávia em servo-croata: Sekretar Centralnog saveta Komunističke partije Jugoslavije | 23 de abril de 1919   | 22 de maio de 1926    | 1º Congresso                     | [ 24 ] |
| Secretário Técnico do Conselho Central do Partido Comunista da Iugoslávia em servo-croata: Tehnički sekretar Centralnog saveta Komunističke partije Jugoslavije | 23 de abril de 1919   | 3 de junho de 1921    | 1º Congresso                     | [ 25 ] |
| Presidente do Conselho Central do Partido Comunista da Iugoslávia em servo-croata: Predsednik Centralnog saveta Komunističke partije Jugoslavije | 24 de junho de 1920   | 3 de junho de 1921    | 2º Congresso                     | [ 25 ] |
| Secretário Político do Comitê Central do Partido Comunista da Iugoslávia em servo-croata: Politički sekretar Centralnog komiteta Komunističke partije Jugoslavije | 22 de abril de 1926   | 8 de dezembro de 1936 | 3º Congresso                     | [ 24 ] |
| Secretário Organizacional do Comitê Central do Partido Comunista da Iugoslávia em servo-croata: Organizacioni sekretar Centralnog komiteta Komunističke partije Jugoslavije | 22 de abril de 1926   | 8 de dezembro de 1936 | 3º Congresso                     | [ 26 ] |
| Secretário-Geral do Comitê Central da Liga dos Comunistas da Iugoslávia em servo-croata: Generalni sekretar Centralnog komiteta Saveza komunista Jugoslavije | 8 de dezembro de 1936 | 4 de outubro de 1966  | Internacional Comunista          | [ 27 ] |
| Presidente do Comitê Central da Liga dos Comunistas da Iugoslávia em servo-croata: Predsednik Centralnog komiteta Saveza komunista Jugoslavije | 4 de outubro de 1966  | 15 de março de 1969   | 5ª Sessão do 8º Comitê Central   | [ 8 ]  |
| Presidente da Liga dos Comunistas da Iugoslávia em servo-croata: Predsednik Saveza komunista Jugoslavije | 15 de março de 1969   | 29 de junho de 1982   | 9º Congresso                     | [ 28 ] |
| Presidente da Presidência do Comitê Central da Liga dos Comunistas da Iugoslávia em servo-croata: Predsednik Predsedništva Centralnog komiteta Saveza komunista Jugoslavije | 4 de abril de 1980    | 23 de abril de 1990   | 11ª Sessão do 11º Comitê Central | [ 29 ] |
| Coordenador da Presidência do Comitê Central da Liga dos Comunistas da Iugoslávia em servo-croata: Koordinator Predsedništva Centralnog komiteta Saveza komunista Jugoslavije | 23 de abril de 1990   | 26 de abril de 1990   | 32ª Sessão do 13º Comitê Central | [ 30 ] |
| Presidente do Comitê de Preparação do Congresso de Renovação Democrática e Programática do Comitê Central da Liga dos Comunistas da Iugoslávia em servo-croata: Predsednik Odbora za pripremu kongresa demokratske i programske obnove Centralnog komiteta Saveza komunista Jugoslavije | 26 de abril de 1990   | 22 de janeiro de 1991 | 14º Congresso Extraordinário     | [ 31 ] |

## Primeiros anos (1919–1936)

### Secretário Político
| N°. | Titular | Titular          | Posse                  | Fim do Mandato        | Tempo no cargo  | Termo           | Nascimento | FP   | Morte | Etnia        | Ref.   |
| --- | ------- | ---------------- | ---------------------- | --------------------- | --------------- | --------------- | ---------- | ---- | ----- | ------------ | ------ |
| 1   |         | Filip Filipović  | 23 de abril de 1919    | 3 de junho de 1921    | 2 anos, 41 dias | 1°–2° (1919–26) | 1878       | 1919 | 1938  | Sérvio       | [ 32 ] |
| 1   |         | Živko Topalović  | 23 de abril de 1919    | 24 de junho de 1920   | 1 ano, 62 dias  | 1° (1919–20)    | 1886       | 1919 | 1972  | Sérvio       | [ 2 ]  |
| 2   |         | Sima Marković    | 24 de junho de 1920    | 3 de junho de 1921    | 344 dias        | 2° (1920–26)    | 1888       | 1919 | 1939  | Sérvio       | [ 33 ] |
| 3   |         | Triša Kaclerović | 3 de junho de 1921     | 17 de julho de 1922   | 1 ano, 45 dias  | 2° (1920–26)    | 1879       | 1919 | 1964  | Sérvio       | [ 34 ] |
| 2   |         | Sima Marković    | 17 de julho de 1922    | 12 de maio de 1923    | 299 dias        | 2° (1920–26)    | 1888       | 1919 | 1939  | Sérvio       | [ 35 ] |
| 3   |         | Triša Kaclerović | 12 de maio de 1923     | 22 de maio de 1926    | 3 anos, 10 dias | 2° (1920–26)    | 1879       | 1919 | 1964  | Sérvio       | [ 36 ] |
| 2   |         | Sima Marković    | 22 de maio de 1926     | 1 de dezembro de 1927 | 1 ano, 193 dias | 3° (1926–28)    | 1888       | 1919 | 1939  | Sérvio       | [ 37 ] |
| 4   |         | Đuro Cvijić      | 1 de dezembro de 1927  | 13 de abril de 1928   | 134 dias        | 3° (1926–28)    | 1896       | 1919 | 1938  | Croata       | [ 38 ] |
| 5   |         | Jovan Mališić    | 27 de novembro de 1928 | 11 de agosto de 1930  | 1 ano, 257 dias | 4° (1928–48)    | 1902       | 1919 | 1939  | Montenegrino | [ 39 ] |
| 1   |         | Filip Filipović  | Dezembro de 1931       | 2 de abril de 1932    | Incerto         | 4° (1928–48)    | 1878       | 1919 | 1938  | Sérvio       | [ 40 ] |
| 6   |         | Miloš Marković   | 2 de abril de 1932     | Junho de 1932         | Incerto         | 4° (1928–48)    | 1901       | 1920 | 1933  | Sérvio       | [ 41 ] |
| 7   |         | Milan Gorkić     | 26 de dezembro de 1934 | 8 de dezembro de 1936 | 1 ano, 348 dias | 4° (1928–48)    | 1904       | 1919 | 1937  | Checo        | [ 42 ] |

### Presidente
| N°. | Titular | Titular        | Posse               | Fim do Mandato     | Tempo no cargo | Termo        | Nascimento | FP   | Morte | Etnia  | Ref.   |
| --- | ------- | -------------- | ------------------- | ------------------ | -------------- | ------------ | ---------- | ---- | ----- | ------ | ------ |
| 1   |         | Pavle Pavlović | 24 de junho de 1920 | 3 de junho de 1921 | 344 dias       | 2° (1920–26) | 1888       | 1919 | 1971  | Sérvio | [ 43 ] |
| 1   | ―       | Jakov Lastrić  | 24 de junho de 1920 | 3 de junho de 1921 | 344 dias       | 2° (1920–26) | 1885       | 1919 | 1938  | Croata | [ 44 ] |

## Titulares (1936–1991)
| N°. | Titular | Titular            | Posse                 | Fim do Mandato        | Tempo no cargo    | Termo            | Nascimento | FP   | Morte | Filial               | Etnia        | Ref.   |
| --- | ------- | ------------------ | --------------------- | --------------------- | ----------------- | ---------------- | ---------- | ---- | ----- | -------------------- | ------------ | ------ |
| 1   |         | Milan Gorkić       | 8 de dezembro de 1936 | 17 de agosto de 1937  | 252 dias          | 4° (1928–48)     | 1904       | 1919 | 1937  | Sem filial           | Checo        | [ 45 ] |
| 2   |         | Josip Broz Tito    | 5 de janeiro de 1939  | 4 de maio de 1980     | 41 anos, 120 dias | 4°–11° (1928–82) | 1892       | 1920 | 1980  | Sem filial           | Croata       | [ 46 ] |
| 3   |         | Stevan Doronjski   | 4 de maio de 1980     | 20 de outubro de 1980 | 169 dias          | 11° (1978–82)    | 1919       | 1939 | 1981  | Voivodina            | Sérvio       | [ 47 ] |
| 4   |         | Lazar Mojsov       | 20 de outubro de 1980 | 20 de outubro de 1981 | 1 ano             | 11° (1978–82)    | 1920       | 1940 | 2011  | Macedônia            | Macedônio    | [ 48 ] |
| 5   | ―       | Dušan Dragosavac   | 20 de outubro de 1981 | 29 de junho de 1982   | 252 dias          | 11° (1978–82)    | 1919       | 1940 | 2014  | Croácia              | Sérvio       | [ 49 ] |
| 6   |         | Mitja Ribičič      | 29 de junho de 1982   | 30 de junho de 1983   | 1 ano, 1 dia      | 12° (1982–86)    | 1919       | 1941 | 2013  | Eslovênia            | Esloveno     | [ 50 ] |
| 7   |         | Dragoslav Marković | 30 de junho de 1983   | 26 de junho de 1984   | 362 dias          | 12° (1982–86)    | 1920       | 1939 | 2005  | Sérvia               | Sérvio       | [ 51 ] |
| 8   | ―       | Ali Šukrija        | 26 de junho de 1984   | 25 de junho de 1985   | 364 dias          | 12° (1982–86)    | 1919       | 1939 | 2005  | Kosovo               | Albanês      | [ 52 ] |
| 9   |         | Vidoje Žarković    | 25 de junho de 1985   | 28 de junho de 1986   | 1 ano, 3 dias     | 12° (1982–86)    | 1927       | 1943 | 2000  | Montenegro           | Montenegrino | [ 53 ] |
| 10  | ―       | Milanko Renovica   | 28 de junho de 1986   | 30 de junho de 1987   | 1 ano, 2 dias     | 13° (1986–90)    | 1928       | 1947 | 2013  | Bósnia e Herzegovina | Sérvio       | [ 54 ] |
| 11  |         | Boško Krunić       | 30 de junho de 1987   | 30 de junho de 1988   | 1 ano             | 13° (1986–90)    | 1929       | 1946 | 2017  | Voivodina            | Sérvio       | [ 55 ] |
| 12  | ―       | Stipe Šuvar        | 30 de junho de 1988   | 17 de maio de 1989    | 321 dias          | 13° (1986–90)    | 1936       | 1955 | 2004  | Croácia              | Croata       | [ 56 ] |
| 13  | ―       | Milan Pančevski    | 17 de maio de 1989    | 17 de maio de 1990    | 1 ano             | 13° (1986–90)    | 1935       | 1957 | 2019  | Macedônia            | Macedônio    | [ 57 ] |
| 14  | ―       | Miomir Grbović     | 23 de maio de 1990    | 26 de maio de 1990    | 3 dias            | 13° (1986–90)    | 1951       | 1973 |       | Montenegro           | Montenegrino | [ 58 ] |
| 15  | ―       | Miroslav Ivanović  | 26 de maio de 1990    | 22 de janeiro de 1991 | 241 dias          | PROV (1990–91)   | 1955       | ?    |       | Montenegro           | Montenegrino | [ 59 ] |

### Arquivos
- «Odbor za pripremu» [Preparation Committee]. Slobodna Dalmacija (em croata). 30 de Maio de 1990. Consultado em 21 Set 2023. Cópia arquivada em 21 Set 2023
- Staff writer (janeiro de 1974). «Adoption of New Constitution.-Election of New Assembly of Federal Republic. - Marshal Tito elected President of Federal Republic for Unlimited Term, - New Collective Presidency and Federal Executive Council. - 10th Congress of League of Communists of Yugoslavia. - Related Developments». Keesing’s Record of World Events. Keesing's Record of World Events. 20 (1)
- Staff writer (Out 1978). «Elections to Federal Assembly - Appointment of New Vice-President of Collective Presidency - New Federal Executive Council - 11th Congress of League of Communists». Keesing’s Record of World Events. Keesing's Record of World Events. 24 (1)
- Staff writer (Maio de 1990). «New state President–Warning on country's disintegration–Non-communist governments in Slovenia and Croatia». Keesing’s Record of World Events. Keesing's Record of World Events. 36 (5)
- Torov, Ivan (1990). «Pancevski Replaced by Grbovic as LCY Chief». Daily Report: East Europe. 101–110. [S.l.]: Foreign Broadcast Information Service. p. 46
- Vojinović, M. (10 de março de 2001). «Kako su se socijalisti dočepali ogromne imovine početkom devedesetih: Leva ruka, desni džep» [How socialists got hold of huge assets in the early nineties: Left hand, right pocket]. Glas javnosti (em sérvio). Consultado em 21 Set 2023. Cópia arquivada em 21 Set 2023

### Livros
- League of Communists of Croatia (1978). «Osmi kongres Savez komunista Hrvatske» [8th Congress of the League of Communists of Croatia]. League of Communists of Croatia. Stenografske bilješke. 4 (8)
- Историја Савеза комуниста Југославије [History of the League of Communists of Yugoslavia] (em servo-croata). [S.l.]: Publishing Center "Komunist"; Narodna knjiga; Rad. 1985 Predefinição:COBISS
- Andrejevich, Milan (1989). «Yugoslav Views on Pluralism and Poland». Radio Free Europe/Radio Liberty Research. Situation Report (18 September 1989): 3–10
- Banac, Ivo (2018). With Stalin against Tito: Cominformist Splits in Yugoslav Communism (em inglês). [S.l.]: Cornell University Press. ISBN 978-1-5017-2083-3
- Bilandžić, Dušan; Cetinić, Marin; Damjanović, Pero; Gardašević, Milena; Hardi, Ali; Hadžirović, Ahmed; Končar, Ranko; Kresal; Radoje, Pajović; Vidak, Perić; Popivoda, Krsto; Radovanović, Milija; Stankovski, Boško; Stojanović, Stanislav; Šarac, Džemil; Živković, Dušan (1980). Hronologija radničkog pokreta i SKJ: 1919–1979 [Chronology of the Labour Movement and the LCY: 1919–1979] (em servo-croata). 1: 1919–1941. [S.l.]: Narodna Knjiga / Institutt za Savremenu Istoriju
- Burg, Steven L. (1983). Conflict and Cohesion in Socialist Yugoslavia: Political Decision Making since 1966. [S.l.]: Princeton University Press. ISBN 0-691-07651-0
- Carter, April (1982). Democratic Reform in Yugoslavia: The Changing Role of the Party. [S.l.]: Frances Pinter Publishers. ISBN 0-903804-88-3
- Djokić, Dejan (2023). A Concise History of Serbia. [S.l.]: Cambridge University Press. ISBN 9781107028388
- Drachkovitch, Milorad (1973). Biographical Dictionary of the Comintern. [S.l.]: Hoover Institution Press. ISBN 9780817984038
- Johnson, A. Ross (1983). «Political Leadership in Yugoslavia: Evolution of the League of Communists» (PDF). United States Department of State. Rand Publications Series: The Report. Consultado em 28 de setembro de 2023. Cópia arquivada (PDF) em 2 de junho de 2023
- Klemenčič, Matjaž; Žagar, Mitja (2004). The Former Yugoslavia's Diverse Peoples: A Reference Sourcebook. [S.l.]: ABC-CLIO. ISBN 978-1-57607-294-3
- Kravchenko, Leonid Petrovich (1990). Кто есть кто в мировой политике [Who's Who in World Politics] (em russo). [S.l.]: Publishing House of Political Literature. ISBN 9785250005135
- League of Communists of Yugoslavia (1969). «The Statute of the League of Communists of Yugoslavia». Ninth Congress of the League of Communists of Yugoslavia. [S.l.]: Aktuelna Pitanja Socijalizma. pp. 207–229. ISBN 90-247-2975-0
- Lewytzkyj, Borys; Stroynowski, Juliusz, eds. (1978). Who's Who in the Socialist Countries. [S.l.]: K. G. Saur Verlag. ISBN 3-7940-3017-6
- McCrea, Barbara P. (1969). The Yugoslav Communist Party: Decentralization and Reorganization (Tese). Western Michigan University. Consultado em 28 de setembro de 2023. Cópia arquivada em 28 de setembro de 2023
- Morača, Pero; Bilandžić, Dušan; Stojanović, Stanislav (1977). Istorija Saveza Komunista Jugoslavije [History of the League of Communists of Yugoslavia] (em servo-croata). [S.l.]: Izdavačko preduzeće Rad knjige
- Pirjevec, Jože (2018). Tito and His Comrades. [S.l.]: University of Wisconsin Press. ISBN 9780299317706
- Pleterski, Janko; Kecić, Danilo; Vasić, Miroljub; Damjanović, Pero; Trgo, Fabijan; Morača, Pero; Petranović, Branko; Bilandžić, Dušan; Stojanović, Stanislav (1985). Povijest Saveza komunista Jugoslavije [History of the League of Communists of Yugoslavia] (em servo-croata). [S.l.]: Izdavački Centar Komunist / Narodna Knjiga / Rad
- Plut-Pregelj, Leopoldina; Kranjc, Gregor; Lazarević, Žarko; Rogel, Carole (2018). Historical Dictionary of Slovenia. [S.l.]: Rowman & Littlefield Publishers. ISBN 9781538111062
- Rajović, Radošin, ed. (1970). Jugoslovenski savremenici: Ko je ko u Jugoslaviji [Yugoslav Contemporaries: Who's Who in Yugoslavia] (em servo-croata). [S.l.]: Hronometar
- Simons, Williams B.; White, Stephen, eds. (1984). «The Statute of the League of Communists of Yugoslavia». The Party Statutes of the Communist World. Col: Law in Eastern Europe. [S.l.]: Martinus Nijhoff Publishers. pp. 485–533. ISBN 90-247-2975-0
- Singleton, Frederick Bernard (1985). A Short History of the Yugoslav Peoples. [S.l.]: Cambridge University Press. ISBN 9780521274852
- Stanković, Slobodan (1981).  Staar, Richard F., ed. The End of the Tito Era: Yugoslavia's Dilemmas. Col: Hoover International Studies. [S.l.]: Hoover Institution Press. ISBN 9780817973629
- Stroynowski, Juliusz, ed. (1989a). Who's Who in the Socialist Countries of Europe: A–H. [S.l.]: K. G. Saur Verlag. ISBN 3-598-10719-6
- Stroynowski, Juliusz, ed. (1989b). Who's Who in the Socialist Countries of Europe: I–O. [S.l.]: K. G. Saur Verlag. ISBN 3-598-10719-6
- Stroynowski, Juliusz, ed. (1989c). Who's Who in the Socialist Countries of Europe: P–Z. [S.l.]: K. G. Saur Verlag. ISBN 3-598-10719-6
- Tito, Josip Broz (1980). The Party of the Revolution: Fifth Conference of the Communist Party of Yugoslavia, 1940. [S.l.]: Socialist Thought and Practice
- Tito, Josip Broz (1982).  Damjanović, Pero; Vujošević, Ubavka, eds. Sabrana djela: Oktobar 1940-April 1941 [Selected Works: 1940 – April 1941] (em servo-croata). [S.l.]: Institut za savremenu istoriju
- Vinterhalter, Vilko (1972). In the Path of Tito. [S.l.]: Abacus Press. ISBN 9780856260117